# ال پلایو
ال پلایو (به اسپانیایی: El Pelayo) یک منطقهٔ مسکونی در اسپانیا است که در آلخسیراس واقع شده‌است. ال پلایو ۸۶۷ نفر جمعیت دارد.